# William Cole
William Cole (c.1530–1600) fue un clérigo puritano inglés, presidente de Corpus Christi College de Oxford y deán de la catedral de Lincoln. Cole, un refugiado protestante durante el reinado de María I de Inglaterra, regresó en el momento del ascenso al trono de Isabel I y fue nombrado presidente del Corpus Christi College en 1568, un nombramiento controvertido, ya que la mayoría de la comunidad conservadora se oponía a sus creencias puritanas y su condición de clérigo casado. Fue uno de los colaboradores de la creación de la Biblia de Ginebra.
Fue persuadido a renunciar a la presidencia en 1598 a favor de John Rainolds, con quien intercambió puestos de trabajo, va a ser deán de Lincoln hasta su muerte en 1600. Su hija Sibilla se casó, como su segundo marido, con Robert Dover (1575?–1641), jurista y autor, más conocido como el fundador y durante muchos años director de los Juegos Olímpicos de Cotswold.